# Oskar Rosenfeld
Oskar Rosenfeld (ur. 13 maja 1885 w Koryčanach, zm. sierpień 1944 w Auschwitz) – kronikarz, dziennikarz, działacz syjonistyczny.

## Życiorys
Oskar Rosenfeld urodził się w miejscowości Koryčany. Po zdaniu matury w gimnazjum w miejscowości Uherské Hradiště w 1902 przeniósł się wraz z matką do Wiednia, gdzie podjął studia z historii sztuki i filologii. Tam również poznał Theodora Herzla, dzięki któremu zainteresował się syjonizmem. Od 1904 wydawał czasopismo żydowskich studentów „Unsere Hoffnung”. W 1908 obronił doktorat pt. „Philipp Otto Runge in der Romantik” (Philipp Otto Runge w epoce romantyzmu), a następnie poświęcił się swoim zainteresowaniom literackim i artystycznym. W okresie studiów Rosenfeld poświęcił się pisaniu recenzji oraz komentarzy nt. literatury, sztuki i teatru w żydowskich gazetach: „Die Welt” i „Jüdische Volksstimme”. W latach 1907–1908 został współzałożycielem teatru żydowskiego „Jüdishe Bühne” w Wiedniu wraz z Adolfem Standem i Hugo Zuckermannem. Grupa wystawiała sztuki w języku niemieckim. Rosenfeld w ramach działalności teatralnej pełnił rolę dramaturga, reżysera oraz aktora.
Podczas I wojny światowej przebywał w Sofii, gdzie pracował w Bułgarsko-Austriackiej Izbie Handlowej i był redaktorem „Bulgarische Handelszeitung”. Działał również w kole syjonistów-rewizjonistów Judenstaatspartei i współpracował z Włodzimierzem Żabotyńskim. W latach 10. i 20. XX w. ukazały się również najbardziej znane prozy Rosenfelda, takie jak: powieść „Die vierte Galerie. Ein Wiener Roman” (Czwarta Galeria. Rzymianin wiedeński, 1910), nowela „Mendl Ruhig. Eine Erzählung aus dem mährischen Gettoleben” (Mendl Ruhig. Opowieść z życia w morawskim getcie, 1914) oraz zbiór opowiadań „Tage und Nächte” (Dni i noce, 1920), „Komädianten” (1930). W latach 1923–1927 Rosenfeld redagował syjonistyczne czasopismo „Wiener Morgenzeitung”, a następnie w latach 1929–1938 syjonistyczny tygodnik „Die neue Welt”. W obu gazetach publikował artykuły, felietony i komentarze występując przeciwko polityce nazistowskich Niemiec i asymilacji Żydów. W latach 20. XX w. skupił się również na działalności teatralnej organizując w Wiedniu występ żydowskiego teatru „Habima” w 1926 i otwierając teatr „Jüdische Künstlerspiele” w 1927, organizując w nim występy Trupy Wileńskiej oraz trupy teatralnej Morrisa Schwarza. W tym samym okresie zajmował się również tłumaczeniami publikacji Mendele Mojcher Sforima, Icchaka Lejba Pereca i Izraela Jehoszui Singera z francuskiego i jidysz. W 1938 po aneksji Austrii przez III Rzeszę, Rosenfeld wraz z żoną Henriette przeniósł się do Pragi, gdzie nadal pracował jako dziennikarz, będąc korespondentem londyńskiego „The Jewish Chronicle” oraz „Jüdisches Nachrichtenblatt” pod redakcją Oskara Singera. W 1939 planował wyjazd do Anglii. W pierwszej kolejności wyjechała jego żona. Wybuch II wojny światowej uniemożliwił mu dołączenie do niej. 4 listopada 1941 został deportowany do Litzmannstadt Ghetto wraz z 5 tys. praskich Żydów.
Oskar Rosenfeld początkowo mieszkał w Łodzi przy ul. Zgierskiej 3, następnie przy ul. Łagiewnickiej 27. 4 czerwca 1942 został zatrudniony w urzędzie statystycznym getta, opracowując, „Encyklopedię getta” oraz „Kronikę getta łódzkiego”, którą współtworzył m.in. wraz z Oskarem Singerem, Józefem Klementynowskim, Bernardem Ostrowskim i Peterem Wertheimerem.
Zwierzchnik Rosenfelda – Baruch Praszkier dostrzegając talent Rosenfelda faworyzował go, zapewniając mu możliwie dobre warunki pobytu w getcie. Rosenfeld w trakcie pobytu w getcie usiłował poznać tradycje oraz zwyczaje łódzkich Żydów oraz specyfikę łódzkiej odmiany języka jidysz. Ostatnie zapiski w Kronice getta wykonane przez Rosenfelda datowane na 28 lipca 1944 zatytułował „Weltuntergang oder Erlösung” (Koniec świata czy wyzwolenie). W 1944 podczas likwidacji getta został deportowany do Auschwitz-Birkenau gdzie został zamordowany w komorze gazowej.
Uratowane zeszyty Oskara Rosenfelda znajdują się w instytucie Yad Vashem. Zostały opublikowane w 1994 pt. „Wozu noch Welt”.